# Ángel Sanz Briz
Pour les articles homonymes, voir Sanz et Briz (homonymie).
Ángel Sanz-Briz (Saragosse, 28 septembre 1910 – Rome, 11 juin 1980) est un diplomate espagnol pendant la Seconde Guerre mondiale, à laquelle l'Espagne ne participait pas. En 1944, pendant la Shoah, il a contribué à sauver la vie d'environ 5 000 juifs hongrois, en leur fournissant des passeports espagnols, au début à ceux qui se prétendaient d'origine séfarade, puis à n'importe quel juif persécuté. Cette action lui a valu d'être reconnu comme Juste parmi les nations.

## Biographie
Après des études de droit, il fut admis en 1933 à l'École diplomatique, où il termina ses études peu de temps avant qu'éclatât la guerre civile espagnole, où il s'enrôla dans les troupes franquistes. Après la fin de la guerre, il obtint sa première affectation comme chargé d'affaires au Caire. En 1942, peu de temps après son mariage avec Adela Quijano, il en reçut une nouvelle, toujours comme chargé d'affaires, à l'ambassade espagnole en Hongrie ; c'était un État proche de l'Axe, mais qui n'avait pas mis en œuvre des mesures d'extermination des Juifs comme celles qui se pratiquaient déjà dans toute l'Europe occupée par les nazis. Mais l'existence tranquille de Sanz-Briz comme chargé d'affaires changea complètement quand l'Allemagne prit le contrôle de la Hongrie, en l'envahissant en mars 1944. Immédiatement après l'invasion, Adolf Eichmann lui-même s'y déplaça pour superviser les plans d'extermination de la communauté juive du pays, soit environ 750 000 personnes.

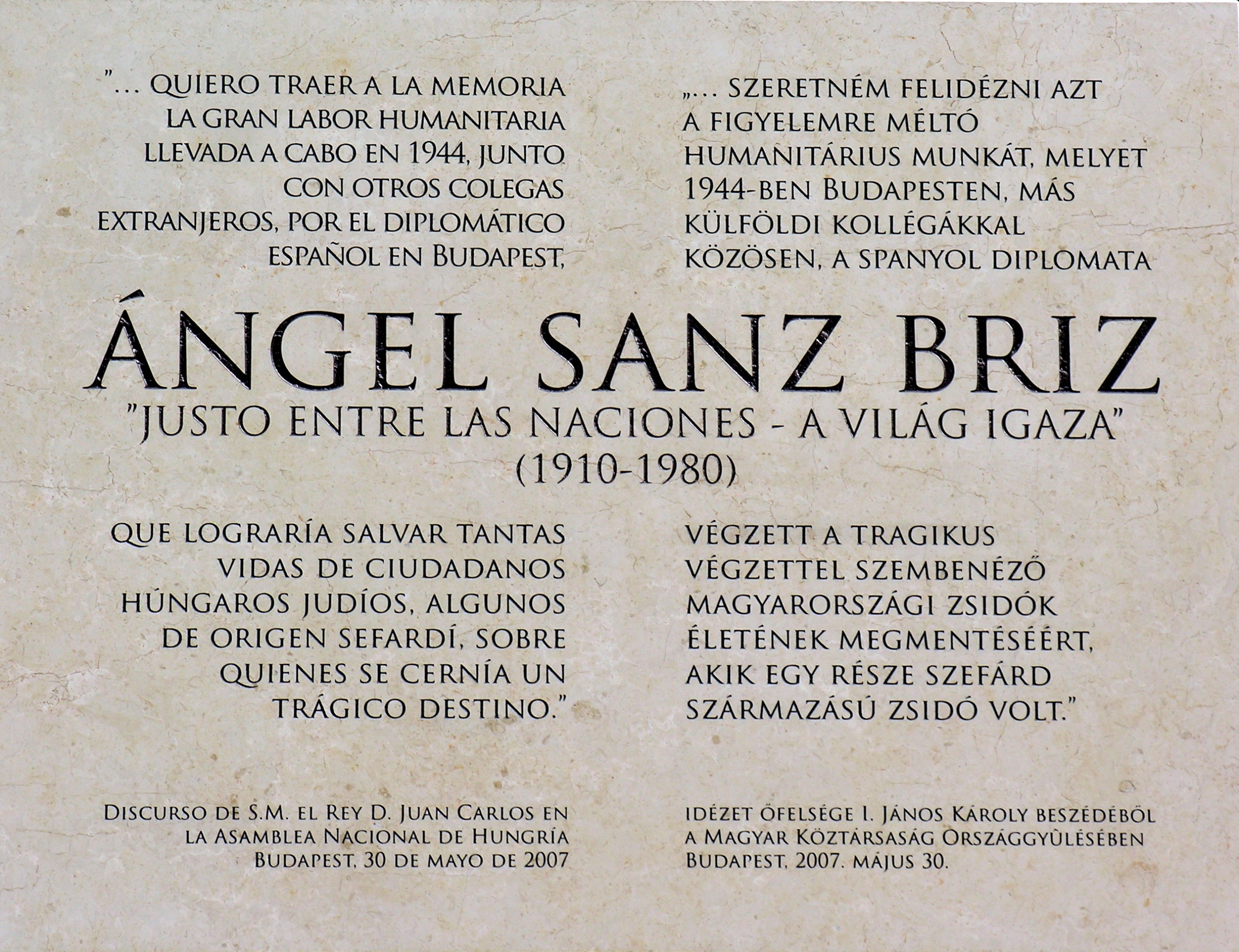
Plaque commémorative d'Angel Sanz Briz sur le mur de l'Ambassade d'Espagne à Budapest.

## Aide aux séfarades
Indigné des plans des nazis, Sanz-Briz obtint du gouvernement espagnol la permission de fournir des documents espagnols aux juifs séfarades qu'il pourrait trouver et de négocier avec les autorités hongroises, marionnettes au service des occupants allemands, la mise à l'abri de ces personnes. Il exhuma pour ce faire un décret de 1925, de Miguel Primo de Rivera, qui cependant avait expiré en 1931. Sanz-Briz réussit à protéger la vie d'environ 5 200 juifs, en usant de son influence et de ses contacts (et aussi de son argent, grâce auquel il put corrompre le gauleiter allemand) et en se servant des bâtiments qu'il louait avec les fonds de l'ambassade en les baptisant « Annexes de la Légation espagnole ».
Dans le livre España y los judíos en la Segunda Guerra Mundial il a décrit lui-même les méthodes qu’il suivait :
J'obtins que le gouvernement hongrois autorisât la protection par l'Espagne de 200 juifs séfarades. […] Par la suite le travail fut relativement facile, les 200 personnes qui m'avaient été accordées, je les transformai en 200 familles ; et les 200 familles se multiplièrent indéfiniment : il suffisait de ne pas fabriquer de sauf-conduit ou de passeport en faveur de juifs qui portât un numéro supérieur à 200.

Ainsi, des 5 200 juifs dont la vie put être sauvée, seuls 200 environ étaient vraiment d'origine séfarade. À la fin novembre 1944, le gouvernement espagnol, devant la chute imminente de Budapest aux mains de l'Armée rouge, lui ordonna de quitter son poste et de passer en Suisse. Giorgio Perlasca, ancien combattant de la guerre civile espagnole du côté franquiste et citoyen d'honneur espagnol, qui avait aidé Sanz-Briz dans son action pour protéger les juifs, continua le travail en utilisant des papiers d'identité espagnols qu'il avait contrefaits lui-même et dans lesquels il prétendait être le consul d'Espagne à Budapest. Perlasca obtint que les Juifs « espagnols » fussent mis à l'abri jusqu'au 16 janvier 1945, jour où les Soviétiques entrèrent à Budapest.

## Suite de sa carrière
Par la suite, Sanz-Briz continua sa carrière diplomatique : il fut envoyé à San Francisco et à Washington, à Lima, à Berne, à Bayonne, au Guatemala, à La Haye, à Bruxelles et en 1973 à Pékin, où il fut le premier ambassadeur d'Espagne. En 1976 il fut envoyé à Rome comme ambassadeur d'Espagne auprès du Saint-Siège. C'est là qu'il mourut le 11 juin 1980.
Il a lui-même raconté à Federico Ysart les circonstances grâce auxquelles la vie de tant de juifs put être sauvée, et celui-ci les a rapportées dans son livre España y los judíos en la Segunda Guerra Mundial (1973).

## Reconnaissance
Le 18 octobre 1966, le mémorial de Yad Vashem en Israël a reconnu son action en lui accordant le titre de Juste parmi les nations et en inscrivant son nom au mémorial de la Shoah. En 1994 le gouvernement hongrois lui accorda à titre posthume la croix de l'ordre du Mérite de la République hongroise. Il fut le premier diplomate espagnol à avoir figuré sur un timbre-poste espagnol.